# 熊原康博
熊原 康博（くまはら やすひろ、1975年1月 - ）は、日本の地理学者・環境学者。広島大学教育学部教授。

## 略歴・人物
- 1975年1月　広島県広島市に出生。
- 1997年3月　広島大学教育学部教科教育学科社会科教育学専修地理専攻卒業。
- 2000年 - 2002年　日本学術振興会特別研究員
- 2002年3月　広島大学博士課程文学研究科地理学専攻修了(博士課程)
- 2003年 - 2004年　広島大学文学研究科教務補佐員
- 2005年 - 2007年　広島大学総合博物館総合地誌研究資料センター助手
- 2007年10月-　　　群馬大学教育学部学校教育教員養成課程社会専攻准教授
- 2013年10月- 　　 広島大学教育学部教育学研究科 科学文化教育学専攻准教授

現在に至る。趣味は旅行、カラオケ。好物はカレー。

## 研究分野
自然地理学
- ヒマラヤにおける活断層の運動特性の解明に関する研究など

## 著書・論文

### 論文
- 『学生アパートの立地展開と学生居住行動』　地域地理研究 （学術雑誌、1997年）
- 『四国北西部肱川流域の段丘地形と地殻変動』第四紀研究 （学術雑誌 、1998年）
- 『野島断層保存館（兵庫県津名郡北淡町）の地震断層トレンチ調査』 人と自然 （大学・研究所等紀要、1998年）
- 『海底地形のビジュアル化─GISの手法でとらえる瀬戸内海・海砂採取海域の地形変化─』月刊地理 （1999年）
- 『中央構造線活断層系・重信断層の変位地形と活動履歴』地理学評論 （学術雑誌、1999年）
- 『Recognition of the Yari fault and its significance for active tectonics of the Himalaya』　HOKUDAN International Symposium and School on Active Faulting proceedings （2000年）
- 『ネパールヒマラヤ前縁帯活断層の変動地形学的・古地震学的調査』　月刊地球 （2000年）
- 『発展途上地域における米軍偵察衛星写真の地形学的研究への応用』　地誌研年報 （大学・研究所等紀要、2000年）
- 『第三紀末から第四紀における西南日本外帯の山地形成』　平成10〜12年度科学研究費補助金研究成果報告書 （2001年）
- 『偵察衛星写真判読によるヒマラヤ前縁帯における活断層の分布と変位様式』　月刊地球 （2002年）
- 『四国南西部、松田川流域における九重第一テフラの対比と低位段丘の年代』　第四紀研究 （学術雑誌、2002年）
- 『四国南西部、僧都川及び松田川流域における中期更新世以降の地形発達と地殻変動』　地理学評論 （学術雑誌、2002年）
- Active faulting across the Himalaya and its significance in the collision tectonics

活断層研究 （学術雑誌、2002年）  
- 『長者ヶ原断層・芳井断層の断層変位地形と最新活動時期の検討』活断層研究 （学術雑誌、2004年）
- 『｢形態単位モデル｣による一括活動型活断層の設定と起震断層の再検討』　活断層研究 （学術雑誌、2004年）

## 所属学会
- 日本地理学会
- 地理科学学会 （会計専門委員長）
- 地理科学学会 （編集専門委員）
- 日本地震学会
- 日本第四紀学会
- 地理科学学会
- 活断層研究会
- American Geophysical Union

## 出演番組
- ブラタモリ　「軽井沢への道」（2015年11月21日　NHK)

## 社会活動
- 主要活断層図作成調査検討委員会
- 都市圏活断層図作成調査検討委員会